# Koloniale Bergbau-Gesellschaft

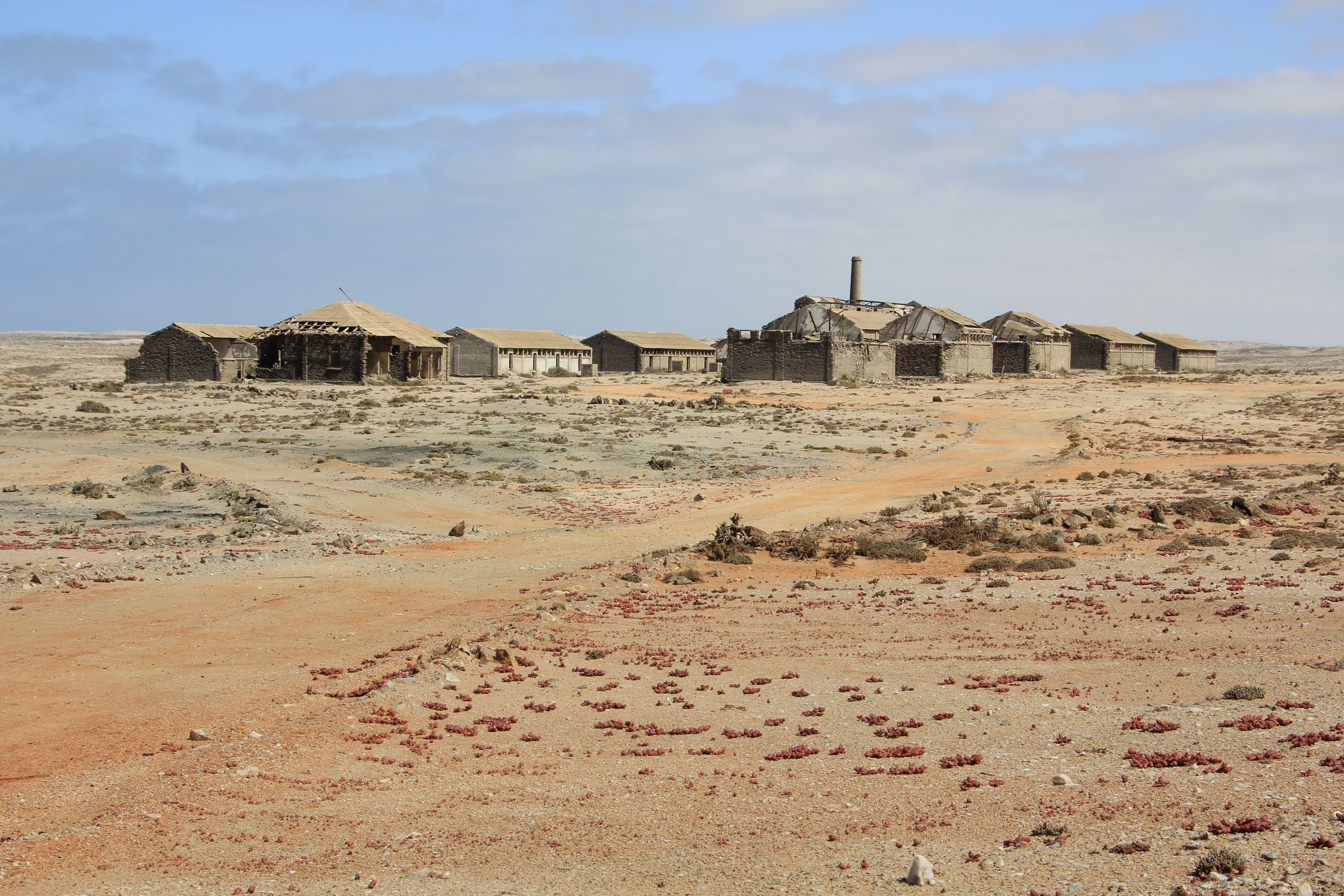
Geisterstadt Elisabethbucht (2018)

Die Koloniale Bergbau-Gesellschaft mbH war eine Bergbaugesellschaft in Deutsch-Südwestafrika, dem heutigen Namibia. Sie wurde am 5. Januar 1909 durch Lenz & Co., Geheimrat Lenz, Oberingenieur Nissen, Baurat Reh und Regierungsbaumeister Semke in Berlin gegründet und betrieb eine Niederlassung in Kolmanskuppe. Die Leitung hatte August Stauch zunächst in Berlin und der Bergassessor Pasel in Kolmanskuppe inne. Die Gesellschaft hatte sich nach der Entdeckung der reichen Diamantenvorkommen durch Stauch dem Abbau dieser zwischen Kolmanskuppe und Elisabethbucht verschrieben. Hierfür wurde unter anderem in den Ausbau der dortigen Eisenbahnstrecke investiert.
Die Koloniale Bergbau-Gesellschaft gründete 1912 die Lüderitzbuchter Elektrizitäts-Gesellschaft, die für die Stromversorgung in Lüderitz und Umgebung durch das Kraftwerk Lüderitz verantwortlich war.
Die Gesellschaft wurde 1920 abgewickelt.

## Veröffentlichungen
- Koloniale Bergbaugesellschaft (Hrsg.): Bedingungen für die Lieferung elektrischer Energie an die Stadt Lüderitzbucht und deren Einwohner, Buchdruckerei G. Heinicke, Berlin.